# Johann Adolph Schinmeier

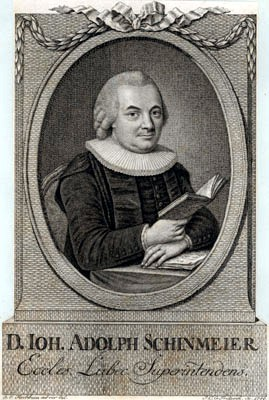
Johann Adolph Schinmeier.

Johann Adolph Schinmeier (även Schinmeyer), född 29 mars 1733 i Stettin, död 2 maj 1796 i Lübeck, var en tysk teolog, under en tid verksam i Stockholm.
Schinmeier blev 1764 ärkedjäkne (Archidiakon) vid Sankta Mariakyrkan i Stettin samt professor i teologi och österländska språk vid akademiska gymnasiet där och 1774 pastor vid Tyska församlingen i Stockholm samt verkade från 1779 som superintendent i Lübeck. 
Schinmeier utgav bland annat Predigten über den Charakter Jesu (Stettin, 1774, 1776) och Geschichte der schwedischen Bibelübersetzungen und -Ausgaben (Flensburg, 1777–1782), trots sina brister ett för sin tid mycket gott arbete. Han invaldes som utländsk ledamot av svenska Vetenskapsakademien 1779.